# Vordeckel

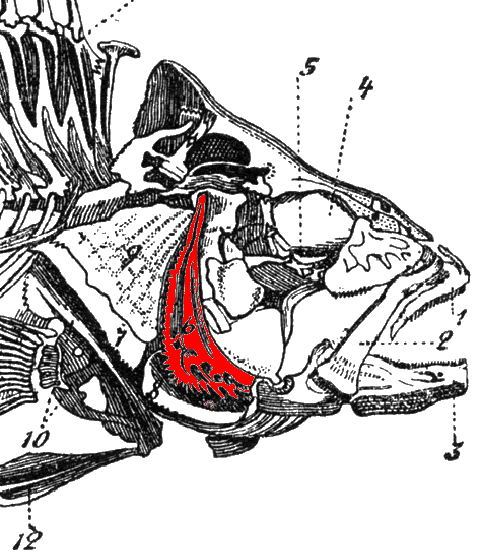
Vordeckel (rot) im Schädel eines Barsches (Perca, Teleostei)

Der Vordeckel (das Praeoperculare oder Präoperculum) ist ein Schädelknochen von Knochenfischen (Osteichthyes), der sich zwischen den Knochen der „Wange“ und den Knochen des Kiemendeckels (Opercularserie) befindet. Bei „primitiveren“ Formen ist es ein Teil der weitgehend starren postorbitalen Schädelseitenwand. Es trägt einen großen Teil des Seitenliniensystems des Kopfes.
Bei den modernen Knochenfischen (Teleostei) ist der Vordeckel ein halbmond- bis winkelförmiger Knochen, der den unteren und hinteren Rand der Wange bildet. Trotz seiner Bezeichnung als „Vordeckel“ handelt es sich weniger um den vordersten Knochen der Kiemenabdeckung als vielmehr um einen Teil des Suspensoriums. Der hintere Rand des Vordeckels kann glatt oder gezahnt sein oder auch deutlich ausgebildete Stacheln oder Dornen aufweisen (Callionymus; zur Verteidigung). Der Vordeckel erhöht die Verwindungssteifigkeit des Suspensoriums und leitet bei Amia und den Teleostei die Kraft des Kiemendeckel-Hebemuskels auf den Unterkiefer (zu dessen Senkung, also zur Maul-Öffnung) um.